# Rainer Fredermann

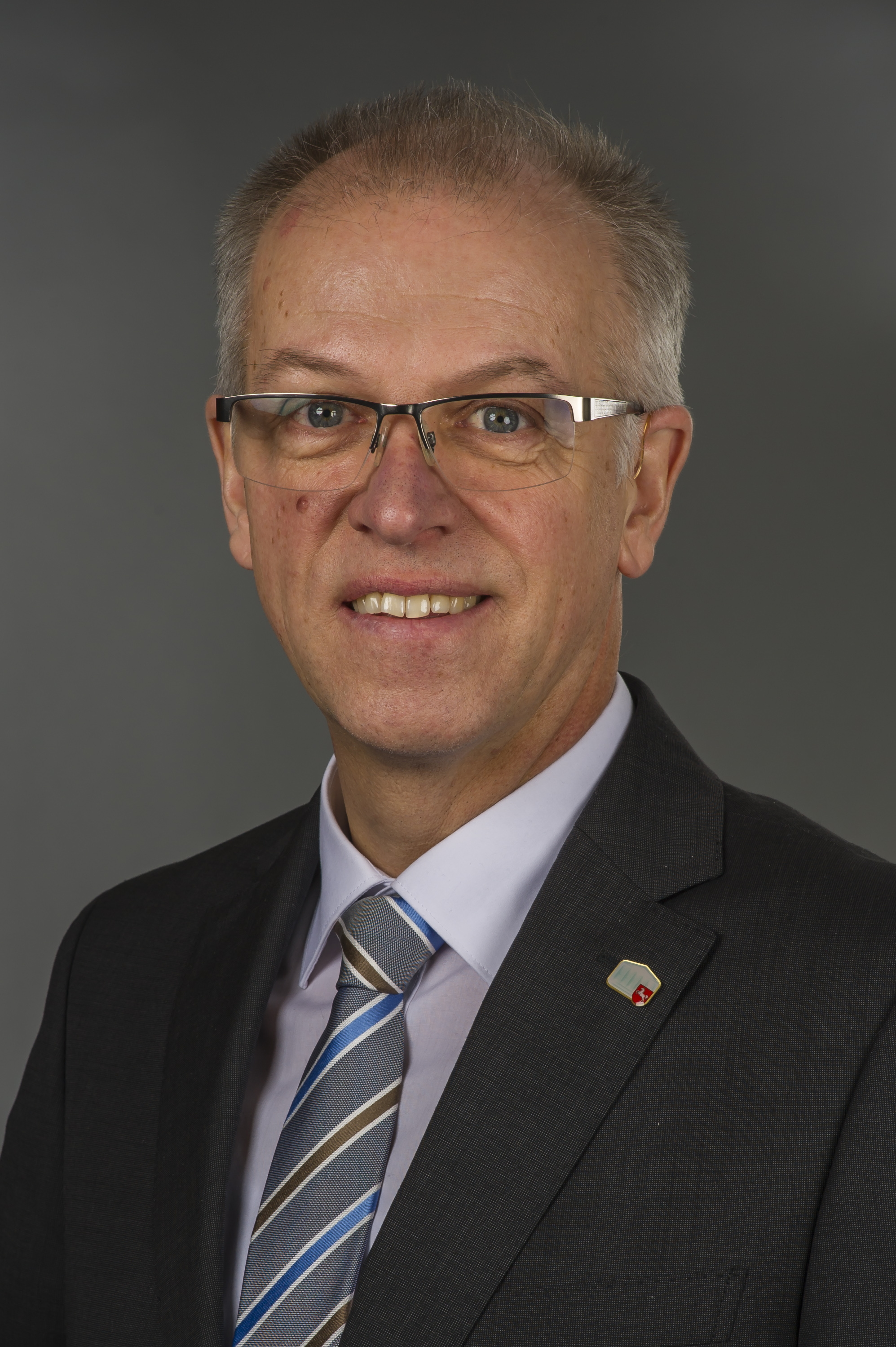
Rainer Fredermann, 2018

Rainer Fredermann (* 9. Juli 1959 in Hannover) ist ein deutscher Politiker (CDU). Von 2013 bis 2022 war er Mitglied des Niedersächsischen Landtags.

## Privat
Rainer Fredermann wurde am 9. Juli 1959 in Hannover geboren und wuchs auch in der Stadt auf. Nach dem Realschulabschluss 1977 absolvierte er bis 1980 eine Ausbildung als Sparkassenkaufmann. 1991 erwarb er den Abschluss als Sparkassenbetriebswirt. Von Ausbildungsbeginn an bis zu seiner Wahl in den Landtag im Jahr 2013 war er bei der Sparkasse Hannover tätig, zuletzt als Vertriebsleiter. Er wohnt in Wettmar, einem Ortsteil von Burgwedel, wo er sich in diversen Vereinen engagiert, u. a. als Mitglied der Freiwilligen Feuerwehr, dem Heimatverein und im Sozialverband Deutschland. Fredermann ist verheiratet, Vater von zwei Kindern und Großvater einer Enkeltochter.

## Politik
Seit 1986 ist Rainer Fredermann Mitglied der CDU. Seit Dezember 2013 ist er Vorsitzender des CDU-Stadtverbands Burgwedel und Mitglied im CDU-Ortsverband Wettmar.
Fredermann ist seit 1996 Mitglied des Stadtrats Burgwedel. Dem Rat der Stadt steht er als Ratsvorsitzender vor. In Wettmar war er von 1995 bis 2013 Mitglied des Ortsrates, und von 2001 bis 2013 Ortsbürgermeister. Der Regionsversammlung der Region Hannover gehört er seit 2011 als Abgeordneter der CDU Burgwedel an.
Bei den Landtagswahlen 2013 und 2017 gewann Fredermann jeweils das Direktmandat im Wahlkreis Langenhagen. In der CDU-Landtagsfraktion war er Beauftragter für den Brand- und Katastrophenschutz sowie für die Bundeswehr. Er gehörte dem Ausschuss für Inneres und Sport, dem Unterausschuss „Medien“ und von 2020 bis 2022 der Enquetekommission „Rahmenbedingungen für das ehrenamtliche Engagement verbessern“ an. Von 2017 bis 2022 gehörte er als Schriftführer dem Präsidium des Landtages an.
Bei der Landtagswahl 2022 verlor Fredermann das Direktmandat an den SPD-Kandidaten Tim Wook und schied aus dem Landtag aus.